# نادي العقبان البيضاء الصربية
نادي العقبان البيضاء الصربية هو نادي كرة قدم كندي أٌسس عام 1968. يلعب النادي في Canadian Soccer League ‏.